# Гарбор-В'ю (Огайо)
Гарбор-В'ю (англ. Harbor View) — селище (англ. village) в США, в окрузі Лукас штату Огайо. Населення — 89 осіб (2020).

## Географія
Гарбор-В'ю розташований за координатами 41°41′36″ пн. ш. 83°26′40″ зх. д. / 41.69333° пн. ш. 83.44444° зх. д. (41.693300, -83.444535).  За даними Бюро перепису населення США в 2010 році селище мало площу 0,08 км², уся площа — суходіл. В 2017 році площа становила 0,06 км², уся площа — суходіл.

## Демографія
Згідно з переписом 2010 року, у селищі мешкали 123 особи в 48 домогосподарствах у складі 36 родин. Густота населення становила 1634 особи/км².  Було 57 помешкань (757/км²).
Расовий склад населення:
| - 96,7 % — білих - 2,4 % — азіатів |

До двох чи більше рас належало 0,8 %. Частка іспаномовних становила 1,6 % від усіх жителів.
За віковим діапазоном населення розподілялося таким чином: 23,6 % — особи молодші 18 років, 64,2 % — особи у віці 18—64 років, 12,2 % — особи у віці 65 років та старші. Медіана віку мешканця становила 39,3 року. На 100 осіб жіночої статі у селищі припадало 89,2 чоловіків;  на 100 жінок у віці від 18 років та старших — 104,3 чоловіків також старших 18 років.
За межею бідності перебувало 55,5 % осіб, у тому числі 84,7 % дітей у віці до 18 років та 12,5 % осіб у віці 65 років та старших.
Цивільне працевлаштоване населення становило 49 осіб. Основні галузі зайнятості: освіта, охорона здоров'я та соціальна допомога — 40,8 %, виробництво — 18,4 %, мистецтво, розваги та відпочинок — 14,3 %.